# Assert.h
assert.h는 C 표준 라이브러리 중 하나다. C 언어 전처리기 매크로 중 하나인 assert() 이 매크로는 표명을 구현하여 프로그램이 추정한 것을 확인하며 거짓인 경우 진단 메시지를 출력한다. C++에서는 cassert 헤더 파일을 통해 사용할 수 있다.
프로그램이 실행될 때, assert()는 조건에 오류가 있을 경우 표준오류 (stderr)를 통해 실패한 호출의 정보를 출력하고, abort()를 호출한다. 표준오류 (stderr)에 포함된 정보는 아래와 같다.
- 소스 파일명 (미리정의된 매크로 __FILE__)
- 소스 라인 넘버 (미리정의된 매크로 __LINE__)
- 소스 함수 (미리정의된 식별자 __func__)(C99에서 추가 됨)
- 0으로 추정된 텍스트 표현[1]

리눅스에서 컴파일된 오류의 예
```
program: program.c:5: main: Assertion `a != 1' failed.
Abort (core dumped)
```

## 예제
```
#include
 
<stdio.h>

#include
 
<assert.h>

int
 
test_assert
 
(
 
int
 
x
 
)

{

   
assert
(
 
x
 
<=
 
4
 
);

   
return
 
x
;

}

int
 
main
 
(
 
void
 
)

{

  
int
 
i
;

    
for
 
(
i
=
0
;
 
i
<=
9
;
 
i
++
)

    
{

        
test_assert
(
 
i
 
);

        
printf
(
"i = %d
\n
"
,
 
i
);

    
}

  
return
 
0
;

}

```

```
i = 0
i = 1
i = 2
i = 3
i = 4
assert: assert.c:6: test_assert: Assertion `x <= 4' failed.
Aborted
```

## 같이 보기
- 표명